# Peter Post (acteur)
 (janvier 2019).
Peter Post, né le 4 janvier 1971 à Nettetal,, est un acteur néerlandais, d'origine allemande.

## Carrière
Peter naît en 1971 en Allemagne. Il déménage très jeune avec sa famille aux Pays-Bas.

## Filmographie

### Cinéma
- 2004 : Godforsaken (nl) de Pieter Kuijpers : L'homme de l'Europe de l'est[3]
- 2008 : Winter in Wartime de Martin Koolhoven : Le soldat allemand[4]
- 2011 : Curious Conjunction of Coincidences (nl) de Joost Reijmers : Majoor[5]
- 2012 : Koning van Katoren (nl) de Ben Sombogaart[6]
- 2014 : Inability de Lucinda Verwey : Simon
- 2023 : Black Lotus de Todor Chapkanov : Merc Leader (voix)

### Téléfilms
- 1997 : Onderweg naar Morgen :Willem de Vos
- 1998 : Goudkust (nl) : Roeland de Brauw
- 1998 : Combat : Sergeant-Majoor Onderhoud
- 1999 : Westenwind (nl) : Harry Verhagen
- 1999 : All Stars (nl) : Rôle inconnu
- 1999 : Blauw Blauw (nl) : Rôle inconnu
- 2000 : De Geheime Dienst (nl) : Rôle inconnu
- 2001 : Luifel & Luifel (nl) : Rôle inconnu
- 2001 : DOK 12 : Rôle inconnu
- 2002-2010 : Goede tijden, slechte tijden : Deux rôles (Wout Zevenaar et Docteur Martijn Huygens)
- 2004 : De Afdeling (nl) : Le garde du corps
- 2005 : De Wet volgens Milo (nl) : Freek
- 2006 : Shouf Shouf! (nl) : Rôle inconnu
- 2007 : Grijpstra & De Gier (nl) : Erik
- 2007 : Voetbalvrouwen (nl) Voetbaltrainer
- 2008 : Snuf de hond (nl) : Karl
- 2010 : VRijland (nl) :	Melchior van der Brink
- 2016 : De vloek van manege Pegasus (nl) : Rob
- 2018 : Flikken Maastricht : Motorclublid